# 鼠刺叶柯
鼠刺叶柯（学名：Lithocarpus iteaphyllus）是壳斗科柯属的植物，是中国的特有植物。分布于中国大陆的广西、江西、广东、香港、湖南等地，生长于海拔500米的地区，多生长于山坡阳光充足地方以及较低沿河溪两岸，目前尚未由人工引种栽培。

## 异名
- Lithocarpus iteaphylloides Chun ex Chang